# Miodrag Pavlović
Pour les articles homonymes, voir Pavlović.
Œuvres principales
- Velika Skitija (1969)

Compléments
- Ancien étudiant de la Faculté de médecine de l'université de Belgrade
- Membre de l'Académie serbe des sciences et des arts (1985)

Miodrag Pavlović (en serbe cyrillique : Миодраг Павловић ; né le 28 novembre 1928 à Novi Sad et mort le 17 août 2014 à Tuttlingen) est un poète, un essayiste et un dramaturge serbe. Il vivait essentiellement à Tuttlingen et à Belgrade. Il a été membre de l'Académie serbe des sciences et des arts.

## Éléments biographiques
De 1947 à 1954, Miodrag Pavlović étudia à la Faculté de médecine de l'université de Belgrade. Il apprit également des langues étrangères et écrivit son premier recueil de poésie, 87 poèmes, qui parut en 1952, l'année où les autorités yougoslaves, répondant à un discours de l'écrivain croate Miroslav Krleza, accordèrent plus de liberté d'expression en politique et dans les arts. 
En 1960, Pavlović fut nommé directeur du théâtre du Peuple de Belgrade. Il travailla également pendant vingt ans pour la maison d'édition Prosveta. 
Un thème préoccupait Pavlović et de nombreux intellectuels de l'ancienne Yougoslavie, de Roumanie, de Bulgarie, de la République de Macédoine, de Grèce et d'Albanie, celui de la continuité entre les anciens peuples des Balkans et leurs descendants contemporains. Chez Pavlović, comme chez le poète macédonien Bogomil Gyuzel ou l'écrivain albanais Ismaïl Kadaré, on trouve de fréquentes références au passé médiéval de cette région. Parmi les poèmes « historiques » de Pavlović, on peut citer Odisej na Kirkinom ostrvu (Ulysse sur l'île de Circé), Eleuzijske seni (Les ombres élyséennes), Vasilije II Bugaroubica (Vassili II Bulgaroctone) et Kosovo. 
Ses poèmes, fréquemment allégoriques, se réfèrent en fait à notre propre époque, avec ses manipulations, ses mensonges et, surtout, ses peurs. Directement reliés au présent, on peut lire des poèmes comme Le Prisonnier (sans titre dans l'original serbe), Requiem, Strah (Peur), Pod zemlyom (Sous la terre) and Kavge (Querelle). 
Pavlović fut par deux fois nommé pour le prix Nobel de littérature. Il a reçu de nombreux prix littéraires, en Yougoslavie aussi bien qu'à l'étranger. 
En 1985, il a été élu à l'Académie serbe des sciences et des arts.

## Œuvres de Miodrag Pavlović

### Poésie
- 87 pesama (87 poèmes), Novo pokolenje, Beograd, 1952.
- Stub sećanja (Stèle de mémoire), Novo pokolenje, Beograd, 1953.
- Oktave, Nolit, Beograd, 1957.
- Mleko iskoni, Prosveta, Beograd, 1963.
- Velika Skitija (La Grande Scythie), Svjetlost, Sarajevo, 1969.
- Nova Skitija, izd. časopisa "Književnost", Beograd, 1970.
- Hododarje (Pèlerinage), Nolit, Beograd, 1971.
- Svetli i tamni praznici, Matica srpska, Novi Sad, 1971.
- Velika Skitija i druge pesme (izabrane i nove pesme), SKZ, Beograd, 1972.
- Zavetine, Rad, Beograd, 1976.
- Karike, Svetlost, Kragujevac, 1977.
- Pevanja na Viru, Slovo ljubve, Beograd, 1977.
- Bekstva po Srbiji (Fuite à travers la Serbie), Slovo ljubve, Beograd, 1979.
- 87 pesama, Dečje novine, Gornji Milanovac, 1979 (treće izdanje).
- Izabrane pesme, Rad, Beograd, 1979.
- Vidovnica, Narodna knjiga, Beograd, 1979.
- Poezija I i Poezija II, u okviru Izabranih dela Miodraga Pavlovića, "Vuk Karadžić", Beograd, 1981.
- Divno čudo, Nolit, Beograd, 1982.
- Zlatna zavada, Gradina, Niš, 1982.
- Sledstvo, SKZ, Beograd, 1985.
- Poezija, Prosveta, Beograd, 1986.
- Svetogorski dani i noći, Jedinstvo, Priština, 1987.
- Odbrana našeg grada, Smederevska pesnička jesen, Naš glas, Smederevo, 1989.
- Ulazak u Kremonu' (Entrée à Crémone), Nolit, Beograd, 1989.
- Knjiga staroslovna, SKZ, Beograd, 1989; 1991 (drugo izdanje).
- Bezazlenstva, Milić Rakić, Valjevo, 1989.
- On, Bratstvo-jedinstvo, Novi Sad, 1989.
- Divno čudo, NIRO "Književne novine" , Beograd, 1989 (drugo izdanje).
- Cosmologia profanata, Grafos, Beograd, 1990.
- Esej o čoveku, KOV, Vršac, 1992.
- Pesme o detinjstvu i ratovima, SKZ, Beograd, 1992.
- Knjiga horizonta, Prosveta, Beograd, 1993.
- Nebo u pećini, Krajinski književni krug, Negotin, 1993.
- Međustepenik, KOV, Vršac, 1994.
- Ulazak u Kremonu, GNB "Žarko Zrenjanin" i Zenit", Zrenjanin, 1995 (drugo izdanje).
- Bekstva po Srbiji i Sledstva, "Valjevska štamparija", Valjevo, 1995.
- Nebo u pećini, Disovo proleće, Čačak, 1996 (drugo izdanje).
- Izabrane i nove pesme, Prosveta, Beograd, 1996.
- Novo ime kletve, SKC, Beograd, 1996.
- Posvećenje pesme (izbor iz poezije), Prosveta, Niš, 1996.
- Izabrane pesme, Zavod za udžbenike i nastavna sredstva, Beograd, 1996.
- Velika Skitija i druge pesme (izabrane i nove pesme), SKZ, Beograd, 1996 (drugo izdanje).
- Srbija do kraja veka (izabrane pesme), Zadužbina Desanke Maksimović, Narodna biblioteka Srbije i SKZ, Beograd, 1996.

### Prose
- Most bez obala, Matica srpska, Novi Sad, 1956., 1982.
- Bitni ljudi, Prosveta, Beograd, 1995.

### Essais
- Rokovi poezije, SKZ, Beograd, 1958.
- Osam pesnika, Prosveta, Beograd, 1964.
- Dnevnik pene, Slovo ljubve, Beograd, 1972.
- Poezija i kultura, Nolit, Beograd, 1974.
- Poetika modernog, Grafos, Beograd, 1978. (nagrada "Đorđe Jovanović")
- Ništitelji i svadbari, BIGZ, Beograd, 1979.
- Nove slikarske godine Miće Popovića, "Merkur", Apatin, 1979.
- Eseji o srpskim pesnicima i Poetika modernog, u okviru Izabranih dela Miodraga Pavlovića, "Vuk Karadžić", Beograd, 1981. (pogovor Nikole Miloševića).
- Prirodni oblik i lik, Nolit, Beograd, 1984.
- Slikarstvo Mladena Srbinovića, SANU, Beograd, 1985.
- Obredno i govorno delo, Prosveta, Beograd, 1986.
- Poetika žrtvenog obreda, Nolit, Beograd, 1987. (Nolitova nagrada)
- Govor o ničem, Gradina, Niš, 1987.
- Hram i preobraženje, Sfairos, Beograd, 1989.
- Čitanje zamišljenog, Bratstvo-jedinstvo, Novi Sad, 1990.
- Eseji o srpskim pesnicima, SKZ, Beograd, 1992.
- Ogledi o narodnoj i staroj srpskoj poeziji, SKZ, Beograd, 1993.
- Poetika žrtvenog obreda, SKC, Beograd, 1996 (drugo izdanje)

### Drames
- Igre bezimenih, Prosveta, Beograd, 1963.
- Koraci u podzemlju, Matica srpska, Novi Sad, 1991.

### Traductions en français
- La Voix sous la pierre, traduit du serbe par Robert Marteau, Éditions Gallimard, 1970.
- Suite, Les Cahiers du Confluent, 1986.
- Le Miracle divin, traduit par Robert Marteau, L'Âge d'Homme, 1990,  (ISBN 9782825120583).
- Entrée à Crémone, traduit du serbe par Mireille Robin, éditions Circé, 2008.
- Cosmologia profanata, traduit du serbe par Robert Marteau, éditions Mémoire Vivante, 2009.